# Selenid hlinitý
Selenid hlinitý je žlutohnědá anorganická látka se vzorcem Al2Se3. Tato látka se vyrábí za účelem výroby selanu, může být připravena ze směsi hliníku a selenu podle rovnice:
2 Al + 3 Se → Al2Se3
Selenid hlinitý musí být chráněn před vzdušnou vlhkostí, se kterou reaguje za vzniku oxidu hlinitého a selanu.
Al2Se3 + 3 H2O → Al2O3 + 3 H2Se
Selan, jenž vznikne, je velice jedovatá a zapáchající látka, proto by selenid hlinitý měl být skladován v nádobách a chráněn před vzdušnou vlhkostí.